# Daniel Freund
Daniel Freund , född 14 oktober 1984 i Aachen, är en tysk politiker (Allians 90/De gröna). Sedan 2019 har Freund varit medlem av det nionde Europaparlamentet som en del av gruppen De gröna/EFA.
Vid den federala delegatkonferensen för Alliance 90/De gröna i november 2023 valdes han till nummer 10 på listan inför valet till Europaparlamentet 2024.

## Biografi

### Barndom och ungdom
Daniel Freund, född och uppvuxen i Aachen, studerade politik, ekonomi och juridik vid Leipzigs universitet från 2004 till 2006 efter att ha avslutat sin skolutbildning. Han avlade sedan en magisterexamen i offentliga angelägenheter vid Institut d'études politiques de Paris i Paris 2006 till 2010. Under denna tid avslutade han också en studieperiod vid George Washington University i Washington DC.
Under sin tid som student grundade Freund och hans kollegor ett europeiskt tidningsprojekt kallat European Daily. Laget nominerades till Charlemagnes ungdomspris. Projektet varade inte längre än sin grundandefas.

### Professionell karriär
Efter att ha arbetat som praktikant på utrikesministeriet och EU-delegationen i Hong Kong och som konsult på Deloitte, arbetade Freund som anställd på parlamentsledamoten Gerald Häfners kontor i Bryssel 2013–2014. I juli 2014 flyttade Freund till Transparency Internationals kontor i Bryssel, där han var ansvarig för att bekämpa korruption vid EU-institutionerna som "Head of Advocacy for EU Integrity" fram till maj 2019.

### De gröna
2005 gick Daniel Freund med i partiet Alliansen 90/De gröna.

### Europaparlamentet
I november 2018 ställde han upp på Europavallistan på partiets federala delegatkonferens och delegaterna nominerade honom till 20:e plats på listan. Hans parti vann 21 av de 96 tyska platserna i EU-valet med 20,5 procent av rösterna, vilket betyder att Freund vann i direktval. Där är Freund medlem i Gruppen De gröna/Europeiska fria alliansen.
För gruppen är han ledamot av budgetkontrollutskottet och utskottet för konstitutionella frågor. Som en del av sitt arbete i utskottet för konstitutionella frågor har Freund sedan sitt tillträde 2019 kampanjat för inrättandet av en oberoende etisk myndighet. Detta bör kunna kontrollera EU:s tjänstemän och politiker för intressekonflikter och införa sanktioner.
Freund är också suppleant i utskottet för medborgerliga fri- och rättigheter samt rättsliga och inrikes frågor.
Freund var suppleant i utskottet för transport och turism och medlem i arbetsgruppen för konferensen om Europas framtid (2019–2022). I början av valperioden 2019 grundade Freund även den interfrationella arbetsgruppen för att bekämpa korruption i EU, som han är ordförande för tillsammans med Roberta Metsola fram till hennes val till Europaparlamentets talman. Den polska parlamentsledamoten Danuta Hübner har efterträtt Roberta Metsola som medchef för Intergruppen.
För gruppen De gröna/EFA var Freund involverad i konferensen om Europas framtid som medlem av "Executive Board of the Conference Future of Europe".
Daniel Freund är ordförande för Spinelligruppen, en rörelse av ledamöter i Europaparlamentet från olika politiska grupper som förespråkar en närmare europeisk integration.
Vid de grönas federala delegatkonferens från 23 till 26 november 2023 i Karlsruhe valdes han av delegaterna i den första omröstningen till nummer 10 på den europeiska listan.

### Förhandlingar om rättsstatsmekanismen
Sedan han tillträdde har Daniel Freund varit involverad i förhandlingarna om rättsstatsmekanismen som rapportör. I förhandlingarna med kommissionen och Europeiska rådet representerade han den gröna gruppen tillsammans med Alexandra Geese och Terry Reintke.
2021 var Daniel Freund ledare i en resolution från Europaparlamentet som uppmanade kommissionen, enligt artikel 265 i Fördraget om Europeiska unionens funktionssätt, att tillämpa den rättsstatsmekanism som gäller sedan 1 januari 2021.

### I media
I Arte-dokumentären „Hallo, Diktator“ – Orbán, die EU und die Rechtsstaatlichkeit, ledsagas Daniel Freund i sin kamp för rättsstatsprincipen i Ungern. 
I Tageszeitung/taz-Genossenschaft beskrevs Daniel Freund som "Orbáns tuffaste motståndare" på grund av sitt arbete mot korruption i Ungern.
I Arte-dokumentären Poland at the Border av Marcin Wierzchowski får Daniel Freund följa med på en resa genom Polen. [20] I sin roll som ledamot i budgetkontrollutskottet besökte Daniel Freund bl.a. Łódź. Freund uppmärksammar problemen med rättsstatsprincipen i Polen och den tillhörande frysta EU-finansieringen.

## Webblänkar
- Offizielle Website von Daniel Freund
- Profil auf Abgeordnetenwatch von Daniel Freund